# Ceoltóirí Chualann
Ceoltóirí Chualann fou una banda de música tradicional irlandesa, dirigida per Seán Ó Riada, que inclogué molts dels membres fundadors de The Chieftains. Ceoltóirí és la paraula en irlandès pels músics, i Cualann és el nom de l'àrea de just fora de Dublin on Ó Riada visqué. El treball d'Ó Riada amb Ceoltóirí Chualann s'acredita amb la revitalització de l'ús del bodhrán com a instrument de percussió de la música celta.
En 1960 Ó Riada estava buscant músics per a l'actuació "The Song of the Anvil" de Bryan MacMahon. Paddy Moloney, que aleshores tenia 20 anys, fou cridat a participar en el projecte, junt amb el seu amic Sean Potts amb el tin whistle, Sonny Brogan en l'acordió i John Kelly al violí. Assajaven setmanalment en la casa d'Ó Riada en Galloping Green, als afores de Dublín.
Després del seu èxit, Ó Riada tingué la idea de formar Ceoltóirí Chualann, una banda per tocar cançons tradicionals d'Irlanda amb acompanyament i balls tradicionals i cançons lentes, amb els instruments: clavicordi, bodhran, piano, violí, acordió, flauta, tubs i tin whistle. La idea de fer arranjaments de música popular, o música de ball, s'havia fdut a terme en almenys un o dos enregistraments de 78 rpm en el passat, però eren cançons populars executades d'una manera i molt orquestrada.
Un altre objectiu era revitalitzar la tasca de l'arpista i compositor cec Turlough O'Carolan.
La banda se feu conèixer a partir del Dublin Theatre Festival en el setembre de 1960, al Shelbourne Hotel, en un esdeveniment dit Reacaireacht an Riadaigh (Ó Riada's Recital). En el programa del cartell havien cantants tradicionals, escriptors com Seán Ó Riordáin o poetes com Seán Ó Tuama. En març del següent any Ó Riada gravà una sèrie de programes de ràdio pels quals conservà el nom Reacaireacht an Riadaigh, i inclogué música tocada per Ceoltóirí Chualann. Poc després de la formació de la banda, Peadar Mercier i Seán Keane s'uniren.
Ceoltóirí Chualann continuà tocant fins a 1969. Durant eixe any gravaren dos discos, Ó Riada i Ó Riada Sa Gaiety. L'últim d'eixos discos no fou publicat fins a 1971, quan Seán Ó Riada morí.